# Ненній (історик)
Не́нній (лат. Nennius) — валлійський історик VIII—IX століття, автор «Історії бритів» (лат. Historia brittonum), де описується історія Британії від заселення острова до епохи короля Артура (VI ст.) і наводяться окремі дані про пізніші періоди.
Ім'я та біографія валлійського вченого Неннія спірні: у передмові він називає себе учнем єпископа Ельводуга (Ельвода), про смерть якого в 809 році повідомляють валлійські аннали. «Історія бритів» дійшла у кількох редакціях: розлогій, короткій з передмовою і короткій без передмови. Твір Неннія залишається одним з основних письмових джерел з історії ранньосередньовічної Англії. «Історія бритів» оповідає про римське панування, набіги піктів, скоттів і саксів та їхню боротьбу з бритами, появу германських племен (англів і саксів) у Британії, англосаксонське завоювання Британії. Фактично «Історія бритів» є компіляцією з Єроніма, ірландських і англосаксонських анналів, епічних поем бритів; крім того, вона містить одну з ранніх версій історії про походження ірландців, яка пізніше була розроблена в «Книзі захоплень Ірландії». Розповідь безсистемна і довіри до неї мало. Вперше з'являється легенда про «короля Артура», якого Ненній називає римським ім'ям Артор, вважаючи його вождем бритів, які здобули дванадцять перемог над германцями. Остання серед них — Битва при горі Бадон. Легендарна традиція пов'язує Артора з Амброзієм Авреліаном. Ненній докладно розповідає переказ про Хенгеста і Хорса. Крім того, в «Історії бритів» викладено генеалогію англосаксонських королів до 796 року. Середньовічний ірландський переклад Неннія (так звана Lebor Breatnach) також є цінним історичним джерелом.

## «Історія бриттів»
- Historia Brittonum cum additamentis Nennii / / MGH AA T. XII. Chronica minora saec. IV. V. VI. VII. Vol. 3/Ed. T. Mommsen. Berolini, 1891. P. 111—222
- Leabhar Breathnach annso sis: The Irish version of the Historia Britonum of Nennius / Ed. with transl. and notes by J.H. Todd. Dublin, 1848
- Lot F.Nennius et l'Historia Brittonum. Etude critique suivie d'une edition des diverses versions de ce texte. Paris, 1934.
- Nennius.British history and The Welsh Annals / Ed. and transl. by J. Morris. London and Chichester: Phillimore, 1980.
- Ненній.Історія бриттів / Пер. А. С. Бобовича / / Гальфрід Монмутський. Історія бриттів. Життя Мерліна. М., 1984. C. 171—193.
- «Історія бриттів» в перекладі О. С. Бобовича (1984) онлайн